# Graben (Słowenia)
Graben – wieś w Słowenii, w gminie Ribnica. W 2018 roku liczyła 18 mieszkańców.